# East St. Louis, Illinois
East St. Louis, Illinois là một thành phố thuộc quận St. Clair trong bang Illinois, Hoa Kỳ. Thành phố có tổng diện tích km², trong đó diện tích đất là km². Theo điều tra dân số Hoa Kỳ năm 2010, thành phố có dân số 27.006 người. 
East St. Louis nằm đối diện trực tiếp qua sông Mississippi từ so với St. Louis, Missouri ở khu vực Metro-East của Nam Illinois. Giống như rất thành phố công nghiệp lớn hơn, nó đã bị ảnh hưởng bởi mất việc làm trong chuyển dịch cơ cấu của ngành công nghiệp đường sắt và de công nghiệp của các Rust Belt trong nửa thứ hai của thế kỷ 20. Năm 1950, East St Louis là thành phố lớn thứ 4 ở Illinois. Các thành phố khác trong Metro-Đông đã phải chịu một số phận tương tự là Granite thành phố và Alton.
Một trong những điểm nổi bật của bờ sông của thành phố là Geyser Gateway, đài phun nước cao nhất tại Hoa Kỳ. Được thiết kế để bổ sung cho Gateway Arch qua sông ở St Louis, bắn nước lên một tầm cao 630 feet (190 m), chiều cao tương tự như Arch.